# Littoral FM
Pour les articles homonymes, voir Littoral.
Littoral FM est une station de radio française locale privée musicale de Catégorie B, créée le 11 juillet 2003 par Christian Alexis à Canet-en-Roussillon (Pyrénées-Orientales). Elle est membre des Indés Radios et du SIRTI.

## Historique
C'est en 2003 que Christian Christian Alexis obtient l'autorisation de créer la radio Littoral FM, après cinq ans de demandes infructueuses auprès du CSA. Au début, il n'y a qu'un émetteur à Canet-en-Roussillon et l'émission ne dépasse pas les frontières de la commune. Celui-ci est ensuite déplacé à Cases-de-Pène, ce qui permet alors d'émettre sur toute la plaine du Roussillon.
Désormais, la radio émet sur la fréquence 102.0 à Perpignan et dans la plaine du Roussillon,.
Le 11 juillet 2010, sept ans après le lancement de Littoral FM, celle-ci obtient une nouvelle fréquence, à Narbonne, sur le 95.9.[réf. nécessaire]
En 2015, Littoral FM se dote d'une nouvelle identité visuelle et lance ses radios web.
En 2017, la radio déménage ses locaux depuis Canet-en-Roussillon à Perpignan.
Depuis 2021, Littoral FM émet en Cerdagne, sur le 101.8, couvrant ainsi Font-Romeu et ses alentours.
Depuis la fin mars 2023, Littoral FM émet en radio numérique (DAB+) à Perpignan et dans une majeure partie du département des Pyrénées-Orientales sur le Canal 11A.
Depuis 2024, Littoral FM est disponible en DAB+ dans toute la province de Barcelone elle émet sur le canal 12A en Catalogne.

## Positionnement et couverture
Littoral FM s'inscrit dans un format Jeunes/Adultes/Contemporain.

### Identité visuelle (logo)

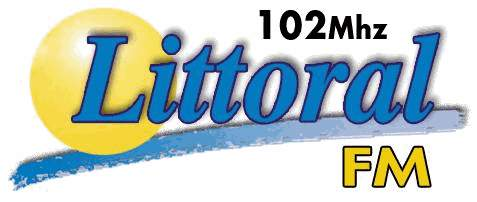
2003
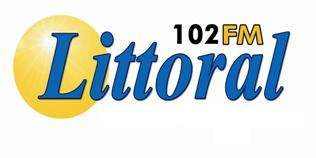
2005
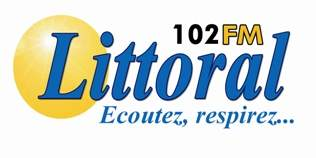
2006
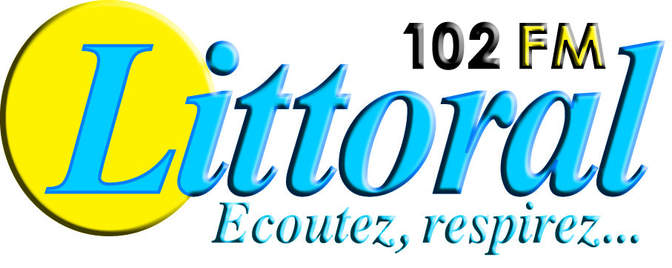
2008
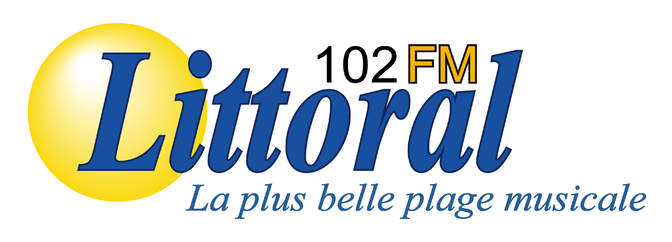
2009
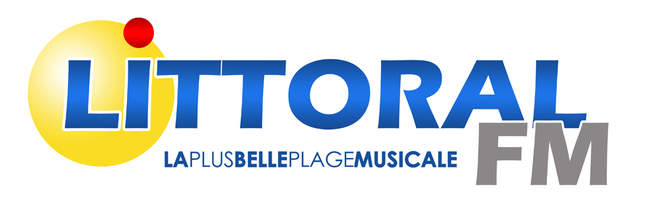
2011
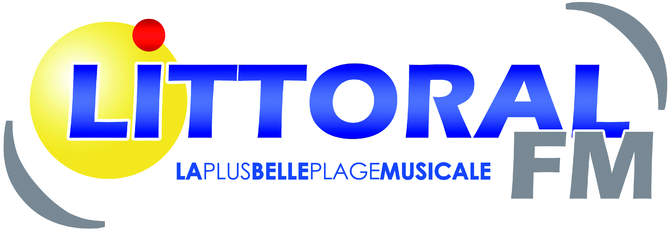
2012
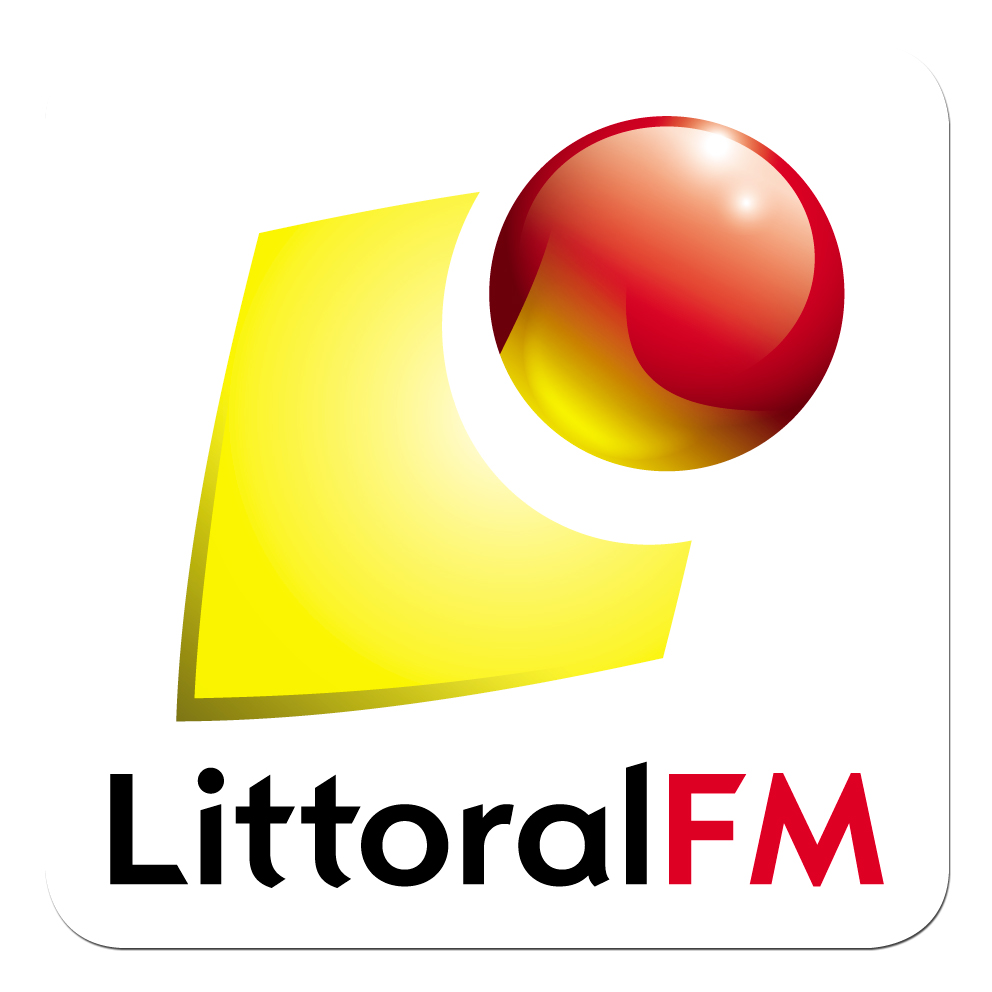
2015

## Liste des fréquences en FM & DAB+
| Ville/Commune | Département         | Région    | Fréquence FM |
| ------------- | ------------------- | --------- | ------------ |
| Perpignan     | Pyrénées-Orientales | Occitanie | 102.0        |
| Prades        | Pyrénées-Orientales | Occitanie | 98.5         |
| Font-Romeu    | Pyrénées-Orientales | Occitanie | 101.8        |
| Narbonne      | Aude                | Occitanie | 95.9         |

| Ville/Commune | Département           | Région    | Canal de diffusion |
| ------------- | --------------------- | --------- | ------------------ |
| Perpignan     | Pyrénées-Orientales   | Occitanie | DAB+ (Canal 11A)   |
| Barcelone     | Province de Barcelone | Catalogne | DAB+ (Canal 12A)   |